# Udienza generale
Nella Chiesa cattolica con il termine udienza generale si indica una particolare forma di udienza del papa. Prende il nome dal fatto che non è riservata a persone o a gruppi specifici ma è aperta a chiunque desideri parteciparvi. 
Le udienze generali si tengono generalmente ogni mercoledì e si svolgono nei mesi estivi in piazza San Pietro, mentre nei mesi invernali si tengono nell’Aula Paolo VI. Qualche volta è stato utilizzato anche il cortile di San Damaso. Quando il papa soggiornava a Castel Gandolfo, le udienze si svolgevano nel cortile interno del Palazzo Pontificio. 

## Storia[1]
La pratica dei papi di tenere delle udienze risale all’aprile 1939, primo anno di pontificato di Pio XII: ogni mercoledì, infatti, papa Pacelli era solito tenere un ciclo di incontri e catechesi per i novelli sposi; questo ciclo di catechesi continuò fino al 1943, quando l’intensificarsi della guerra e l’occupazione di Roma cambiarono la situazione e costrinsero il Vaticano a sospendere gli incontri.
Papa Giovanni XXIII proseguì questa tradizione iniziando da Castel Gandolfo, con incontri che includevano insegnanti cattolici o fedeli venuti per celebrare con lui l’anniversario del pontificato. Le udienze generali vere e proprie in lingue diverse furono avviate da papa Paolo VI, che il 13 luglio 1963 salutò i fedeli e riassunse i saluti in francese, spagnolo, tedesco e inglese. Si trattava di discorsi brevi legati alle circostanze liturgiche e di saluti specifici per gruppi particolari, spesso nella loro lingua madre. 
Con l’aumento del numero di pellegrini (durante il Giubileo del 1975 l’afflusso fu così grande che le udienze si tenevano sempre in piazza San Pietro) fu necessario costruire una grande Aula per le udienze, che oggi porta il nome di Paolo VI. Allo scopo venne incaricato l’architetto Pier Luigi Nervi, celebre ingegnere e interprete del cemento: l’Aula venne inaugurata nel 1971. Paolo VI tenne la sua ultima udienza generale il 2 agosto 1978, quattro giorni prima di morire.
Papa Giovanni Paolo I tenne solo quattro udienze, incentrate sulle virtù. Sin dall'inizio, si distinse per uno stile pastorale, affermando: “Al Sinodo del 1977 diversi vescovi hanno detto: ‘I discorsi del mercoledì di papa Paolo sono una vera catechesi per il mondo moderno’. Io cercherò di seguirne l’esempio, sperando di aiutare la gente a migliorare”. Le sue catechesi affrontarono temi come l’umiltà, la fede, la speranza e la carità, spiegati con chiarezza, come farebbe un parroco, ma sempre con solide basi dottrinali.
Quando papa Giovanni Paolo II iniziò la sua prima udienza generale il 25 ottobre 1978, ricordò l'ultimo intervento del suo predecessore Giovanni Paolo I del 27 settembre, sottolineando come nessuno potesse immaginare che sarebbe stata l'ultima volta. Giovanni Paolo II proseguì affrontando le virtù teologali e poi le cardinali, come era nei piani di Giovanni Paolo I. Da quel momento, le catechesi del mercoledì seguirono cicli tematici, diventando celebri quelle di Giovanni Paolo II sulla teologia del corpo, tenute dal 1979 al 1984. Il papa polacco introdusse anche la pratica di “raccontare” il mercoledì successivo a un viaggio le tappe principali e il significato della sua visita. Durante i quasi 27 anni di pontificato di Giovanni Paolo II, teologi, biblisti, liturgisti, storici e studiosi di varie discipline collaborarono ai diversi cicli tematici. L'ultimo ciclo di catechesi di papa Wojtyla fu dedicato alla Liturgia delle Ore, e il 30 marzo 2005, nel suo ultimo appuntamento in piazza San Pietro, pronunciò poche parole con grande fatica. Morì il 2 aprile dello stesso anno. 
Papa Benedetto XVI proseguì la tradizione delle udienze. Nella sua prima udienza dichiarò: “Dopo la pia dipartita del mio venerato predecessore Giovanni Paolo II, riprendono oggi le tradizionali Udienze generali del mercoledì”. In seguito, spiegò la scelta del suo nome e continuò il ciclo dedicato ai Salmi, trattando anche temi legati ai Padri della Chiesa e alle grandi donne del cristianesimo. La sua ultima udienza, il 27 febbraio 2013, fu storica, un giorno prima della già annunciata rinuncia al pontificato, e piazza San Pietro era gremita di persone provenienti da tutto il mondo.
Papa Francesco iniziò le sue udienze il 27 marzo 2013, due settimane dopo la sua elezione, riprendendo il ciclo preparato dal predecessore sull’Anno della Fede. Il suo stile si contraddistinse sempre per la semplicità e l’immediatezza, ed anch’egli scelse di dedicare le catechesi a vari temi. Durante la pandemia di COVID-19, alcune udienze si sono tenute nel cortile di San Damaso. 
Papa Leone XIV tenne la sua prima udienza in piazza San Pietro il 21 maggio 2025, riprendendo il ciclo giubilare iniziato dal suo predecessore Francesco, "Gesù Cristo nostra speranza", e sviluppando la sua catechesi sulla  parabola del seminatore. Per rendere più concreta la parabola il papa scelse un'opera d'arte Il seminatore al tramonto di Vincent van Gogh, che restituisce la fatica di un contadino "sotto il sole cocente", ma anche "il grano già maturo". "Un'immagine di speranza", perché mostra che "il seme ha portato frutto".
Pio XII non aveva un saluto formale per le udienze; mentre Giovanni XXIII iniziava spesso con “diletti figli”. Anche Paolo VI e Giovanni Paolo I non adottarono un saluto speciale, Giovanni Paolo II invece iniziava sempre con “Sia lodato Gesù Cristo” e “Fratelli e sorelle”. Papa Francesco aggiunse il suo caratteristico “buongiorno”.